# Boreal
Boreal kallas en del av den tempererade zonen på norra halvklotet. Den boreala regionen kännetecknas av barrskog och tundra och täcker ungefär 15% av jordens landmassa och omfattar norra Ryssland, norra Europa, Kanada och Alaska. Området utgör världens största landbaserade kolreservoar.
Definition av en boreal region är att genomsnittstemperaturen i juli skall överstiga 10°C och att växtsäsongen skall vara kortare än 100 dagar.
Ordet boreal betyder nordlig eller arktisk och används i olika vetenskapliga sammanhang (ej att förväxla med ett arktiskt klimat). Ordet kommer från latinets borealis med samma betydelse och ursprungligen från grekiskans Boréas som betyder nordanvind. Ordet återfinns även i Kung Bore. Växten Linnéa heter Linnaea borealis.

## Cirkumboreal
Cirkumboreal är en benämning på utbredningsområde av arter. En organism är cirkumboreal om dess utbredningsområde är mer eller mindre sammanhängande runt norra halvklotets boreala zon.